# Teodor Florian
Teodor Florian (1 de julho de 1899 — data de morte desconhecida) foi um jogador de rugby union romeno, medalhista olímpico.

## Carreira
Ele integrou a equipe da Seleção da Romênia que conquistou a medalha de bronze nos Jogos Olímpicos de Verão de 1924 em Paris. Ele jogou as duas partidas da competição, nas quais os romenos foram derrotados pela França por 61–3 no Stade de Colombes em 4 de maio, e duas semanas depois pelos Estados Unidos por 37–0. Ele teve a honra de marcar os únicos pontos do seu país no torneio, ao chutar o pênalti que deu à Romênia um resultado de 17–3 no intervalo do jogo com a nação anfitriã.
Florian teve quatro jogos pela Romênia, com um pênalti marcado, três pontos no total. Sua primeira partida foi uma derrota por 59–3 para a França, em 4 de maio de 1924, no Torneio Olímpico de 1924, e sua última foi com a derrota por 6–0 para a Alemanha, em 19 de maio de 1927, em Heidelberg, em uma partida amistosa.